# Lunds östra stadsförsamling
Lunds östra stadsförsamling är en församling i Lunds kontrakt i Lunds stift och Lunds kommun. Församlingen ingår i Lunds pastorat.

## Administrativ historik
Församlingen bildades 2012 genom en sammanläggning av Stora Råby församling, Sankt Hans församling och Östra Torns församling och utgjorde därefter till 2014 ett eget pastorat. Från 2014 ingår församlingen i Lunds pastorat.

## Kyrkobyggnader
- Stora Råby kyrka
- Sankt Knuts kyrka
- Sankt Hans kyrka
- Maria Magdalena kyrka